# 공공데이터활용지원센터
공공데이터활용지원센터는 공공데이터 제공기관, 제공범위, 활용가능 분야 등을 안내하고 공공데이터를 활용한 창업과 사업화 방법에 대한 자문 등 공공데이터 개방(공공부문)과 이용 활성화(민간부문) 전반을 지원하기 위하여 설립된 한국정보화진흥원 소속기관이다. 서울특별시 중구 청계천로 (무교동 77번지) 14 한국정보화진흥원 빌딩에 위치하고 있다. 2016년 7월 공공기관 이전으로 대구 신서동 혁신도시로 이전하였다.  보관됨 2016-10-02 - 웨이백 머신

## 설립 근거
- 공공데이터의 제공 및 이용 활성화에 관한 법률[3]

## 연혁
- 2013년 11월 4일 공공데이터활용지원센터 개소[4]

## 주요 업무
- 공공데이터의 제공 및 이용을 위한 정책 및 제도의 조사·연구
- 공공데이터의 제공 및 이용과 관련한 통계의 조사·분석
- 제공을 위한 공공데이터 가공 등 관리 지원
- 기본계획 및 시행계획의 수립·시행 지원
- 공공데이터 이용 홍보
- 공공데이터 민간협력 및 국제협력 지원
- 저작권 등 공공데이터의 제공 및 이용 활성화를 위한 정당한 이용허락 확보 지원
- 공공데이터 목록의 등록 및 등록정보의 관리 지원
- 제공대상 공공데이터 목록공표 지원 및 목록정보서비스
- 공공데이터 포털의 구축·관리 및 활용 촉진
- 공공데이터의 품질진단·평가 및 개선의 지원
- 공공데이터의 표준화 지원
- 공공데이터의 제공형태 정비 및 제공방안 구축 지원
- 공공데이터 관련 교육·훈련
- 공공데이터 제공 또는 이용지원 상담, 제공의 대행
- 공공데이터제공분쟁조정위원회 운영 지원
- 그 밖에 공공데이터의 효율적 제공 및 이용 활성화 지원에 필요한 사항

## 조직

### 공공데이터활용지원센터장
- 공공데이터활용팀
- 공공데이터개방팀
- 공공데이터위원회사무국

(이상 초기 개소 당시 조직이었으며, 2016년 9월 현재 정부3.0지원본부 산하, 공공데이터활용팀, 공공데이터개방팀으로 구성되어있다.)